# Абаканово (Тверская область)
Абака́ново (Баканово, Бакуново) — деревня в Андреапольском районе Тверской области. Входит в Торопацкое сельское поселение.

## География
Расположена примерно в 15 верстах к востоку от села Торопаца.

## История
В конце XIX — начале XX века на месте деревни находилась усадьба Баканово, которая входила в Холмский уезд Псковской губернии.

## Население
| 2002 | 2010 |
| ---- | ---- |
| 0    | ↗1   |